# Тампико-Альто
Тампико-Альто (исп. Tampico Alto) — небольшой город и административный центр одноимённого муниципалитета в мексиканском штате Веракрус. Численность населения, по данным переписи 2010 года, составила 2 564 человека.